# Campeonato Mundial de Basquetebol Masculino de 1986
O Campeonato Mundial de Basquetebol Masculino de 1986 foi a 10ª edição do Campeonato Mundial de Basquetebol. Foi disputado na Espanha de 5 a 19 de julho de 1986, organizado pela Federação Internacional de Basquetebol (FIBA) e pela Federação Espanhola de Basquetebol. 
A Fase Final do torneio foi realizada no Palacio de Deportes de la Comunidad, Madri.

## Locais de Competição
| Grupo                              | Cidade    | Arena                                   | Capacidade |
| ---------------------------------- | --------- | --------------------------------------- | ---------- |
| Grupo A                            | Zaragoza  | Palace of sports                        |            |
| Grupo B                            | Ferrol    | A Malata                                | 5,000      |
| Grupo C                            | Málaga    | Ciudad Jardin Sports palace             | 5,000      |
| Grupo D                            | Tenerife  | Pabellón Central Santa Cruz de Tenerife |            |
| Grupo E                            | Barcelona | Sports Palace of Barcelona              | 8,000      |
| Grupo F                            | Oviedo    | Palacio municipal de los deportes       | 6,000      |
| Fase de Classificação e Fase Final | Madri     | Community of Madrid Sports Palace       | 12,000     |

## Equipes Participantes
| Grupo A                                                     | Grupo B                                                        | Grupo C                                                                             | Grupo D                                                                   |
| ----------------------------------------------------------- | -------------------------------------------------------------- | ----------------------------------------------------------------------------------- | ------------------------------------------------------------------------- |
| Brasil · França · Grécia · Coreia do Sul · Panamá · Espanha | Angola · Austrália · Cuba · Israel · União Soviética · Uruguai | China · Costa do Marfim · Itália · Porto Rico · Estados Unidos · Alemanha Ocidental | Argentina · Canadá · Malásia · Países Baixos · Nova Zelândia · Iugoslávia |

## Fase Preliminar

### Grupo A
| Time          | Pts. | V | D | PP  | PC  | SP   | Primeiro Desempate Classificação para Times Empatados |
| ------------- | ---- | - | - | --- | --- | ---- | ----------------------------------------------------- |
| Brasil        | 9    | 4 | 1 | 478 | 419 | +59  | 86-72                                                 |
| Espanha       | 9    | 4 | 1 | 488 | 395 | +93  | 72-86                                                 |
| Grécia        | 8    | 3 | 2 | 476 | 447 | +29  | 87-84                                                 |
| França        | 8    | 3 | 2 | 449 | 428 | +21  | 84-87                                                 |
| Panamá        | 6    | 1 | 4 | 425 | 517 | -92  |                                                       |
| Coreia do Sul | 3    | 0 | 5 | 414 | 534 | -120 |                                                       |

### Grupo B
| Time            | Pts. | V | D | PP  | PC  | SP   | Primeiro Desempate Classificação para Times Empatados | Segundo Desempate Pontos Average entre as Equipes Empatadas |
| --------------- | ---- | - | - | --- | --- | ---- | ----------------------------------------------------- | ----------------------------------------------------------- |
| União Soviética | 10   | 5 | 0 | 565 | 369 | +196 |                                                       |                                                             |
| Israel          | 8    | 3 | 2 | 435 | 444 | -9   |                                                       |                                                             |
| Cuba            | 7    | 2 | 3 | 399 | 418 | -19  | 1W-1L                                                 | 1.034                                                       |
| Austrália       | 7    | 2 | 3 | 405 | 430 | -25  | 1W-1L                                                 | 1.021                                                       |
| Uruguai         | 7    | 2 | 3 | 377 | 437 | -60  | 1W-1L                                                 | 0.950                                                       |
| Angola          | 6    | 1 | 4 | 334 | 417 | -83  |                                                       |                                                             |

### Grupo C
| Time               | Pts. | V | D | PP  | PC  | SP   | Primeiro Desempate Classificação para Times Empatados | Segundo Desempate Pontos Average entre as Equipes Empatadas |
| ------------------ | ---- | - | - | --- | --- | ---- | ----------------------------------------------------- | ----------------------------------------------------------- |
| Estados Unidos     | 10   | 5 | 0 | 446 | 348 | +98  |                                                       |                                                             |
| Itália             | 9    | 4 | 1 | 423 | 366 | +57  |                                                       |                                                             |
| China              | 7    | 2 | 3 | 430 | 442 | -12  | 1W-1L                                                 | 1.079                                                       |
| Porto Rico         | 7    | 2 | 3 | 383 | 373 | +10  | 1W-1L                                                 | 0.988                                                       |
| Alemanha Ocidental | 7    | 2 | 3 | 382 | 397 | -15  | 1W-1L                                                 | 0.932                                                       |
| Costa do Marfim    | 5    | 0 | 5 | 322 | 460 | -138 |                                                       |                                                             |

### Grupo D
| Time          | Pts. | V | D | PP  | PC  | SP   |
| ------------- | ---- | - | - | --- | --- | ---- |
| Iugoslávia    | 10   | 5 | 0 | 514 | 364 | +150 |
| Canadá        | 9    | 4 | 1 | 510 | 356 | +154 |
| Argentina     | 8    | 3 | 2 | 414 | 395 | +19  |
| Países Baixos | 7    | 2 | 3 | 422 | 405 | +17  |
| Nova Zelândia | 6    | 1 | 4 | 362 | 476 | -114 |
| Malásia       | 5    | 0 | 5 | 313 | 539 | -226 |

## Fase Semifinal

### Grupo 1
| Time            | Pts. | V | D | PP  | PC  | SP   |
| --------------- | ---- | - | - | --- | --- | ---- |
| União Soviética | 10   | 5 | 0 | 546 | 441 | +105 |
| Brasil          | 9    | 4 | 1 | 491 | 435 | +56  |
| Espanha         | 8    | 3 | 2 | 414 | 402 | +12  |
| Israel          | 7    | 2 | 3 | 387 | 455 | -68  |
| Cuba            | 6    | 1 | 4 | 399 | 460 | -61  |
| Grécia          | 5    | 0 | 5 | 419 | 463 | -44  |

### Grupo 2
| Time           | Pts. | V | D | PP  | PC  | SP  | Primeiro Desempate Classificação para Times Empatados |
| -------------- | ---- | - | - | --- | --- | --- | ----------------------------------------------------- |
| Estados Unidos | 9    | 4 | 1 | 409 | 344 | +65 | 69-60                                                 |
| Iugoslávia     | 9    | 4 | 1 | 438 | 375 | +63 | 60-69                                                 |
| Itália         | 8    | 3 | 2 | 405 | 431 | -26 |                                                       |
| Canadá         | 7    | 2 | 3 | 422 | 412 | +10 | 96-82                                                 |
| Argentina      | 7    | 2 | 3 | 391 | 411 | -20 | 82-96                                                 |
| China          | 5    | 0 | 5 | 411 | 503 | -92 |                                                       |

## Fase Final

### 1º ao 4º lugar
|  | Semifinais       | Semifinais      |    |        | Final             | Final |  |
|  |                  |                 |    |        |                   |       |  |
|  |                  |                 |    |        |                   |       |  |
|  | Estados Unidos   | 96              |    |        |                   |       |  |
|  | Brasil           | 80              |    |        |                   |       |  |
|  |                  |                 |    |        |                   |       |  |
|  |                  |                 |    |        |                   |       |  |
|  |                  |                 |    |        | Estados Unidos    | 87    |  |
|  |                  | União Soviética | 85 |        |                   |       |  |
|  |                  |                 |    |        |                   |       |  |
|  |                  |                 |    |        |                   |       |  |
|  |                  |                 |    |        | Disputa do Bronze |       |  |
|  |                  |                 |    |        |                   |       |  |
|  | União Soviética  | 91              |    | Brasil | 91                |       |  |
|  | Iugoslávia (PRO) | 90              |    |        | Iugoslávia        | 117   |  |

### 5º ao 8º lugar
|  | 5º ao 8° lugar | 5º ao 8° lugar |    |        | 5º lugar | 5º lugar |  |
|  |                |                |    |        |          |          |  |
|  |                |                |    |        |          |          |  |
|  | Espanha        | 100            |    |        |          |          |  |
|  | Canadá         | 80             |    |        |          |          |  |
|  |                |                |    |        |          |          |  |
|  |                |                |    |        |          |          |  |
|  |                |                |    |        | Espanha  | 87       |  |
|  |                | Itália         | 69 |        |          |          |  |
|  |                |                |    |        |          |          |  |
|  |                |                |    |        |          |          |  |
|  |                |                |    |        | 7º lugar |          |  |
|  |                |                |    |        |          |          |  |
|  | Itália         | 100            |    | Canadá | 84       |          |  |
|  | Israel         | 78             |    |        | Israel   | 97       |  |

### 9º ao 12º lugar
|  | 9º ao 12º lugar | 9º ao 12º lugar |     |           | 9º lugar  | 9º lugar |  |
|  |                 |                 |     |           |           |          |  |
|  |                 |                 |     |           |           |          |  |
|  | Grécia          | 102             |     |           |           |          |  |
|  | Argentina       | 88              |     |           |           |          |  |
|  |                 |                 |     |           |           |          |  |
|  |                 |                 |     |           |           |          |  |
|  |                 |                 |     |           | Grécia    | 111      |  |
|  |                 | China           | 112 |           |           |          |  |
|  |                 |                 |     |           |           |          |  |
|  |                 |                 |     |           |           |          |  |
|  |                 |                 |     |           | 11º lugar |          |  |
|  |                 |                 |     |           |           |          |  |
|  | China           | 93              |     | Argentina | 81        |          |  |
|  | Cuba            | 78              |     |           | Cuba      | 85       |  |

## Classificação Final
| Posição | Time               |
| ------- | ------------------ |
| 1       | Estados Unidos     |
| 2       | União Soviética    |
| 3       | Iugoslávia         |
| 4       | Brasil             |
| 5       | Espanha            |
| 6       | Itália             |
| 7       | Israel             |
| 8       | Canadá             |
| 9       | China              |
| 10      | Grécia             |
| 11      | Cuba               |
| 12      | Argentina          |
| 13      | França             |
| 14      | Holanda            |
| 15      | Porto Rico         |
| 16      | Alemanha Ocidental |
| 17      | Austrália          |
| 18      | Uruguai            |
| 19      | Panamá             |
| 20      | Angola             |
| 21      | Nova Zelândia      |
| 22      | Coreia do Sul      |
| 23      | Costa do Marfim    |
| 24      | Malásia            |

## Seleção do Campeonato
- Dražen Petrović (Iugoslávia)
- Arvydas Sabonis (URSS)
- Oscar Schmidt (Brasil)
- David Robinson (EUA)
- Valeri Tikhonenko (URSS)

## Maiores Pontuadores (Média por Jogo)
1. Nikos Galis (Grécia) 33.7
2. Oscar Schmidt (Brasil) 31
3. Dražen Petrović (Iugoslávia) 24.8
4. Antonello Riva (Itália) 19
5. Juan Antonio San Epifanio (Espanha) 18.8
6. Valeri Tikhonenko (URSS) 18
7. Leonardo Perez (Cuba) 17.9
8. Panagiotis Giannakis (Grécia) 17.5
9. Jay Triano (Canadá) 17.1
10. Daniel Scott (basquetebol) (Cuba) 17